# Shift-JIS
Shift-JIS (SJIS) est un codage de caractères pour la langue japonaise. Comme son nom l'indique, il est basé sur l'encodage ISO-2022-JP (JIS), mais avec un nombre plus importants d'octets permettant l'utilisation de 64 katakana entre les codes hexadécimaux 0xA0 et 0xDF.
Au contraire de JIS, Shift-JIS nécessite un médium de 8 bits pour la transmission. Cependant, face au format 8 bits EUC, Shift-JIS garantit uniquement que le premier octet sera dans la plage [0x80,0xFF] ; la valeur du second octet peut alors être quelconque. Ceci rend difficile une détection sûre de ce codage.
Pour un code JIS de deux octets {\displaystyle j_{1}j_{2}}, la transformation vers le code Shift-JIS correspondants {\displaystyle s_{1}s_{2}} est :
{\displaystyle 33\leq j_{1}\leq 96\Rightarrow s_{1}={\frac {j_{1}+1}{2}}+112}
{\displaystyle 97\leq j_{1}\leq 126\Rightarrow s_{1}={\frac {j_{1}+1}{2}}+176}
{\displaystyle j_{1}{\mbox{ est impair }}\Rightarrow s_{2}=j_{2}+31+\operatorname {trunc} \left({\frac {j_{2}}{95}}\right)}
{\displaystyle j_{1}{\mbox{ est pair}}\Rightarrow s_{2}=j_{2}+126}
Shift-JIS est utilisé essentiellement dans les pages Web japonaises.